# Kirsten Osen
Kirsten Kjelsberg Osen, född 20 juli 1928 i Alta, är en norsk anatom och hörselforskare.
Osen blev medicine kandidat 1954 och medicine doktor 1970. År 1971 utnämndes hon till professor vid Universitetet i Tromsø och blev därmed den första kvinnliga professor som någonsin anställts vid en medicinsk fakultet i Norge.
Hon är ledamot av Det Norske Videnskaps-Akademi. År 1996 utnämndes hon till hedersdoktor vid Universitetet i Salamanca.
Osens forskning gäller hörselkärnorna.